# Список чемпионов WWE

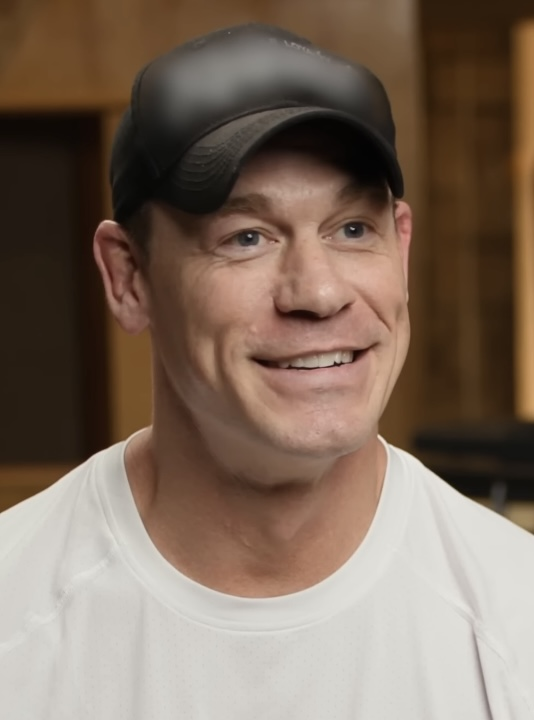
Действующий чемпиoн Джон Сина

Чемпионство WWE (англ. WWE Championship) — это титул чемпиона мира в тяжёлом весе, созданный и продвигаемый американским рестлинг-промоушном WWE, который в настоящее время защищается на бренде Raw. Один из старейший титулов, созданный в 1963 году под названием титул чемпиона мира WWWF в тяжёлом весе (раннее название промоушена World Wide Wrestling Federation (WWWF)). После то как федерация покинула National Wrestling Alliance (NWA), был проведён ребрендинг названия и федерация была переименована в World Wrestling Federation (WWF) титул также был переименован в соответствии с названием. В 2001 году он был объединен с титулом чемпиона мира WCW в тяжёлом весе пришедшим из World Championship Wrestling (WCW), чемпионат стал называться неоспоримым чемпионством WWF. В 2002 году WWF была переименована в World Wrestling Entertainment, а ростер был разделен на бренды Raw и SmackDown. Первоначально титул перешёл к бренду SmackDown и впервые получил название Чемпион WWE, на Raw был основан собственный титул чемпиона мира в тяжёлом весе. В 2006 году появился третий мировой титул чемпиона мира ECW в тяжёлом весе который был возрождён для ECW, ставшим брендом WWE. Он был упразднён и выведен из эксплуатации, когда в 2010 году бренд ECW преобразовали в NXT.
15 декабря 2013 года на TLC: Tables, Ladders & Chairs (2013) чемпион WWE Рэнди Ортон победил чемпиона мира в тяжёлом весе Джона Сину в матче за объединение чемпионатов, после этого чемпионат мира в тяжёлом весе был объединен с чемпионатом WWE и упразднён, а чемпионат WWE был переименован в чемпионат мира WWE в тяжёлом весе. 27 июня 2016 года название было сокращено и чемпионат стал снова именоваться чемпионат WWE. После возвращения драфта в 2016 году, действующий чемпион был задрафтован на SmackDown и титул стал собственностью синего бренда, на Raw был создан новый чемпионат Вселенной WWE а чемпионат WWE на короткий период стал называться чемпионат мира WWE. В декабре 2016 года в WWE снова сократила название титула до Чемпион WWE. После того как на Crown Jewel (2019) чемпионом вселенной стал «Изверг» Брэй Уайатт со SmackDown, титул перешёл на синий бренд, после этого чемпион WWE Брок Леснар 1 ноября 2019 года покинул синий бренд и отправился на Raw за Реем Мистерио, забрав с собой титул.
Чемпионат оспаривается в профессиональных матчах рестлинга, в которых участники отыгрывают тот или иной сценарии, включая сценарии положительного персонажа — Face-а и отрицательного Heel-а. Некоторые чемпионства завоёвывались рестлерами используя сценический псевдоним, в то время как другие использовали свое настоящее имя. Первым чемпионом был Бадди Роджерс, который завоевал этот титул в 1963 году. Действующий чемпион Брок Леснар удерживающий пояс чемпиона WWE в шестой раз. Он выиграл титул, победив в «Фатальном пятистороннем поединок» Биг И, Бобби Лэшли, Кевина Оуэнса и Сета Роллинса на первом PPV 2022 года Day 1 от 1 января 2022 года.
За всё время поясом владел 54 различных чемпиона WWE, а всего смен владельца было 143 раза, двенадцать раз его делали вакантным — два раза вакантирования не признаётся, у титула был чемпион и два раза чемпионство числилось сразу за двумя чемпионами. Пять смен чемпионов не признаётся компанией, среди которых было три чемпиона, так же не признанных таковыми. Восемь чемпионов за историю чемпионата держали титул непрерывного в течение одного года (365 дней) или более: Бруно Саммартино (добился этого дважды), Педро Моралес, Боб Бэклунд, Халк Хоган, Рэнди Сэвидж, Джон Сина, Си Эм Панк и Эй Джей Стайлз. Джон Сина держит рекорд по количеству завоеванных чемпионств — 13 раз. Бруно Саммартино держит самое продолжительное единовременное чемпионство в 2803 дня, у него также и самое длинное комбинированное чемпионство продолжительностью в 4040 дней. Чемпионство Андре Гиганта является самым коротким — менее двух минут. Самым возрастным чемпионом был Мистер Макмэн он выиграл титул в 54 года. Самым молодым чемпионом был Брок Леснар завоевавший своё первое чемпионство в возрасте 25 лет.

## История чемпионства WWE

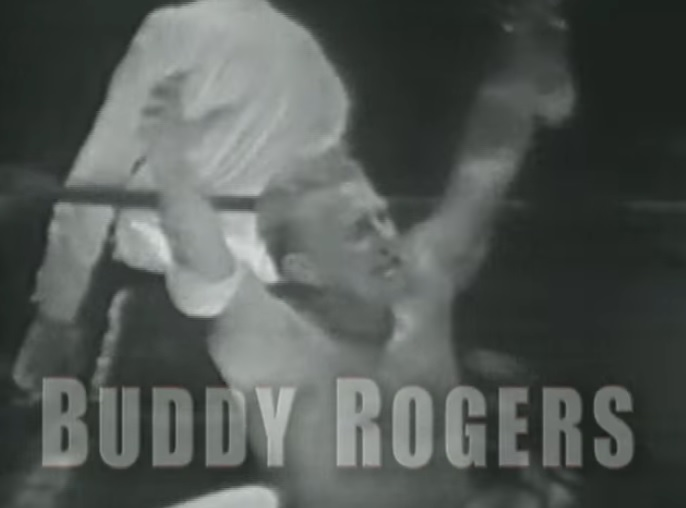
Center|Первый чемпион Бадди Роджерс

[[Файл:Buddy Rogers Classic Wrestling.jpg|thumb|right|300px|

### Названия титула
| Название                         | Года                                        |
| -------------------------------- | ------------------------------------------- |
| Чемпион мира WWWF в тяжёлом весе | 29 апреля 1963 года — 9 февраля 1971 года   |
| Чемпион WWWF в тяжёлом весе      | 9 февраля 1971 года — 1 марта 1979 года     |
| Чемпион WWF в тяжёлом весе       | 1 марта 1979 года — 26 декабря 1983 года    |
| Чемпион мира WWF в тяжёлом весе  | 26 декабря 1983 года — 27 мая 1989 года     |
| Чемпион WWF                      | 18 июля 1989 года — 9 декабря 2001 года     |
| Неоспоримый чемпион WWF          | 9 декабря 2001 года — 6 мая 2002 года       |
| Неоспоримый чемпион WWE          | 6 мая 2002 года — 19 мая 2002 года          |
| Объединённый чемпион WWE         | 19 мая 2002 года — 2 сентября 2002 года     |
| Чемпион WWE                      | 2 сентября 2002 года — 15 декабря 2013 года |
| Чемпион мира WWE в тяжёлом весе  | 15 декабря 2013 года — 27 июня 2016 года    |
| Чемпион WWE                      | 27 июня 2016 года — 25 июля 2016 года       |
| Чемпион мира WWE                 | 26 июля 2016 года — 9 декабря 2016 года     |
| Чемпион WWE                      | 10 декабря 2016 года — настоящее время      |

### Действующий чемпион WWE
На 16 июля 2025 года действующий чемпион WWE — Джон Сина.

### Список чемпионов
По состоянию на 16 июля 2025 года титулом владело пятьдесят четыре чемпиона, двенадцать раз его делали вакантным — два раза вакантирования не признаётся, у титула был чемпион и два раза чемпионство числилось сразу за двумя чемпионами.
| † | Помеченные чемпионства, не признанные WWE |
|   | Избраны в Зал cлавы WWE                   |

#### Чемпионы 1960—1969 годов
| № | Рестлер          | Фото | Дата                | Статистика | Статистика | Статистика | Город                                    | Шоу          | Примечания | Ссылки                                |
| № | Рестлер          | Фото | Дата                | К.Ч.       | Дней       | WWE        | Город                                    | Шоу          | Примечания | Ссылки                                |
| - | ---------------- | ---- | ------------------- | ---------- | ---------- | ---------- | ---------------------------------------- | ------------ | --- | ------------------------------------- |
| 1 | Бадди Роджерс    |      | 11 апреля 1963 года | 1          | 36         | 21         | Рио-де-Жанейро, Рио-де-Жанейро, Бразилия | Домашнее шоу | Роджерс был награждён титулом после победы над Антонино Роккой в финале вымышленного турнира, который проходил в Рио-де-Жанейро, Бразилия в марте 1963 года, став тем самым первым чемпионом мира WWWF в тяжёлом весе. | [ 40 ] [ 41 ] [ Прим. 1 ] [ Прим. 2 ] |
| 2 | Бруно Саммартино |      | 17 мая 1963 года    | 1          | 2803       | 2803       | Нью-Йорк, Нью-Йорк, США                  | Домашнее шоу | Саммартино удерживал титул в течение 7 лет, что является рекордом для рестлинга. | [ 42 ]                                |

#### Чемпионы 1970—1979 годов
| № | Рестлер                  | Фото | Дата                 | Статистика | Статистика | Статистика | Город                          | Шоу               | Примечания | Ссылки                    |
| № | Рестлер                  | Фото | Дата                 | К.Ч.       | Дней       | WWE        | Город                          | Шоу               | Примечания | Ссылки                    |
| - | ------------------------ | ---- | -------------------- | ---------- | ---------- | ---------- | ------------------------------ | ----------------- | --- | ------------------------- |
| 3 | Иван Колофф              |      | 18 января 1971 года  | 1          | 21         | 21         | Нью-Йорк, Нью-Йорк, США        | Домашнее шоу      | Одиночный матч. | [ 44 ]                    |
| 4 | Педро Моралес            |      | 8 февраля 1971 года  | 1          | 1027       | 1027       | Нью-Йорк, США                  | Домашнее шоу      | Титул был переименован в Чемпионат WWF в тяжёлом весе, после того, как WWWF вернулся в состав с NWA. | [ 45 ]                    |
| 5 | Стэн Стэзиак             |      | 1 декабря 1973 года  | 1          | 9          | 9          | Филадельфия, Пенсильвания, США | Домашнее шоу      | Одиночный матч. | [ 47 ]                    |
| 6 | Бруно Саммартино         |      | 10 декабря 1973 года | 2          | 1237       | 1237       | Нью-Йорк, США                  | Домашнее шоу      | Одиночный матч. | [ 48 ]                    |
| 7 | «Суперзвезда» Билли Грэм |      | 30 апреля 1977 года  | 1          | 296        | 296        | Балтимор, Мэриленд, США        | Домашнее шоу      | Одиночный матч. | [ 50 ]                    |
| 8 | Боб Бэклунд              |      | 20 февраля 1978 года | 1          | 648        | 2135       | Нью-Йорк, США                  | WWF в MSG Network | Титул был переименован в чемпион WWF в тяжёлом весе после того, как World Wide Wrestling Federation убрала из своего названия «Wide» в марте 1979 года.                                                            | [ 52 ]                    |
| † | Антонио Иноки            |      | 30 ноября 1979 года  | —(1)       | 6          | —          | Токусима, Токусима, Япония     | Домашнее шоу      | Титул был переименован в чемпион WWF в тяжёлом весе после того, как World Wide Wrestling Federation убрала из своего названия «Wide» в марте 1979 года. WWE не признают данную смену чемпионства.                  | [ 41 ] [ 54 ] [ Прим. 3 ] |
| — | Титул вакантен           |      | 6 декабря 1979 года  | —          | —          | —          | Токио, Столичный округ, Япония | Домашнее шоу      | Иноки освободил титул после защиты титула в матче - реванше против Боба Бэклунда который закончилась без явного результата - за вмешательства Тигра Джит Сингха из NJPW. WWE не признают этот период в чемпионате. | [ 41 ] [ 54 ] [ Прим. 4 ] |
| † | Боб Бэклунд              |      | 17 декабря 1979 года | 1(2)       | 672        | —          | Нью-Йорк, США                  | WWF в MSG Network | Победил Бобби Дункума в «Техасском смертельном матче» и выиграл вакантный титул. WWE не признают это чемпионство как новое.                                                                                        | [ 41 ] [ 52 ] [ Прим. 5 ] |

#### Чемпионы 1980—1989 годов
| №  | Рестлер        | Фото | Дата                 | Статистика | Статистика | Статистика | Город                          | Шоу                     | Примечания | Ссылки                    |
| №  | Рестлер        | Фото | Дата                 | К.Ч.       | Дней       | WWE        | Город                          | Шоу                     | Примечания | Ссылки                    |
| -- | -------------- | ---- | -------------------- | ---------- | ---------- | ---------- | ------------------------------ | ----------------------- | --- | ------------------------- |
| †  | Грег Валентайн |      | 19 октября 1981 года | —(1)       | 35         | —          | Нью-Йорк, Нью-Йорк, США        | WWF в MSG Network       | Несмотря на то, что Бэклунд выиграл матч, Валентин стал чемпионом из за ошибки судьи. WWE признаёт инцидент, но само чемпионство не признаётся.                                                                                              | [ 41 ] [ 56 ] [ Прим. 6 ] |
| †  | Боб Бэклунд    |      | 23 ноября 1981 года  | 1(3)       | 763        | —          | Нью-Йорк, США                  | WWF в MSG Network       | Победил Грега Валентайна в матче-реванше, чтобы положить конец спорам. Согласно официальной статистике, Бэклунд владел титулом с 20 февраля 1978 года по 26 декабря 1983 года и его чемпионство не прерывалось.                              | [ 41 ] [ 52 ] [ Прим. 7 ] |
| 9  | Железный Шейх  |      | 26 декабря 1983 года | 1          | 28         | 28         | Нью-Йорк, США                  | WWF в MSG Network       | Менеджер Бэклунда Арнольд Скааланд выкинул полотенце, после того как Шейх применил свой коронный болевой приём «Когти Верблюда». Титул был переименован в Чемпионство мира WWF в тяжёлом весе, когда WWF повторно разорвали отношения с NWA. | [ 58 ]                    |
| 10 | Халк Хоган     |      | 23 января 1984 года  | 1          | 1474       | 1474       | Нью-Йорк, США                  | WWF в MSG Network       | День в который официально началась «Халкомания». | [ 59 ]                    |
| 11 | Андре Гигант   |      | 5 февраля 1988 года  | 1          | <1         | <1         | Индианаполис, Индиана, США     | The Main Event I        | Победил Халка Хогана на The Main Event I, когда Тед Дибиаси подкупил рефери Эрла Хебнера который отсчитал до трёх, несмотря на то, что Хоган поднял плечо на один счет.                                                                      | [ 61 ]                    |
| †  | Тед Дибиаси    |      | 5 февраля 1988 года  | —(1)       | 8          | —          | Индианаполис, Индиана, США     | The Main Event I        | Сразу после победы Андре вручил титул Теду Дибиаси, но, так как это было запрещено, титул стал вакантным, чемпионство Дибиаси не признается.                                                                                                 | [ 61 ] [ 63 ] [ Прим. 8 ] |
| —  | Титул вакантен |      | 13 февраля 1988 года | —          | —          | —          | Херши, Пенсильвания, США       | Superstars of Wrestling | Президент WWF Джек Танни не признал Теда Дибиаси чемпионом и официально вакантировал титул. | [ 63 ]                    |
| 12 | Рэнди Сэвидж   |      | 27 марта 1988 года   | 1          | 371        | 371        | Атлантик-Сити, Нью-Джерси, США | WrestleMania IV         | Поединок один на один против Теда Дибиаси в финале турнира за вакантный титул чемпиона WWF в тяжёлом весе на WrestleMania IV. | [ 66 ] [ Прим. 9 ]        |
| 13 | Халк Хоган     |      | 2 апреля 1989 года   | 2          | 364        | 364        | Атлантик-Сити, Нью-Джерси, США | WrestleMania V          | Одиночный матч против Рэнди Сэвиджа на WrestleMania V. Титул был переименован в Чемпионат WWF в июле 1989 года. | [ 68 ]                    |

#### Чемпионы 1990—1999 годов
| №  | Рестлер                    | Фото | Дата                  | Статистика | Статистика | Статистика | Город                           | Шоу                          | Примечания | Ссылки               |
| №  | Рестлер                    | Фото | Дата                  | К.Ч.       | Дней       | WWE        | Город                           | Шоу                          | Примечания | Ссылки               |
| -- | -------------------------- | ---- | --------------------- | ---------- | ---------- | ---------- | ------------------------------- | ---------------------------- | --- | -------------------- |
| 14 | Последний воин             |      | 1 апреля 1990 года    | 1          | 293        | 293        | Торонто, Онтарио, Канада        | WrestleMania VI              | Матч "чемпион против чемпиона" на кону также стоял титул Интерконтинентальный чемпион которым владел Воин. | [ 71 ]               |
| 15 | Сержант Слотер             |      | 19 января 1991 года   | 1          | 64         | 64         | Майами, Флорида, США            | Royal Rumble (1991)          | Одиночный матч. | [ 74 ]               |
| 16 | Халк Хоган                 |      | 24 марта 1991 года    | 3          | 248        | 248        | Лос-Анджелес, Калифорния, США   | WrestleMania VII             | Поединок один на один против Сержант Слотера на WrestleMania VII. | [ 76 ]               |
| 17 | Гробовщик                  |      | 27 ноября 1991 года   | 1          | 6          | 6          | Детройт, Мичиган, США           | Survivor Series (1991)       | Поединок один на один против Халка Хогана на шоу Survivor Series. | [ 79 ]               |
| 18 | Халк Хоган                 |      | 3 декабря 1991 года   | 4          | 1          | 1          | Сан-Антонио, Техас, США         | This Tuesday in Texas        | Поединок один на один против Гробовщика на ппв шоу This Tuesday in Texas. | [ 81 ]               |
| —  | Титул вакантен             |      | 4 декабря 1991 года   | —          | —          | —          | Нью-Хейвен, Коннектикут, США    | Superstars of Wrestling      | Хоган был лишён титула президентом WWF Джэком Танни, из-за его нарушений правил во время двух последних поединков. Танни объявил что титул достанется победителю Королевской битвы Трансляция состоялась 7 декабря 1991 года.                                               | [ 81 ]               |
| 19 | Рик Флэр                   |      | 19 января 1992 года   | 1          | 77         | 77         | Олбани, Нью-Йорк, США           | Royal Rumble (1992)          | Рик Флэр победил в матче Royal Rumble на PPV Royal Rumble (1992) и завоевал вакантный титул чемпиона WWF, устранив последним Сида Джастиса. | [ 84 ]               |
| 20 | Рэнди Сэвидж               |      | 5 апреля 1992 года    | 2          | 149        | 149        | Индианаполис, Индиана, США      | WrestleMania VIII            | Одиночный матч. | [ 86 ]               |
| 21 | Рик Флэр                   |      | 1 сентября 1992 года  | 2          | 41         | 41         | Херши, Пенсильвания, США        | Prime Time Wrestling         | Одиночный матч. | [ 88 ]               |
| 22 | Брет Харт                  |      | 12 октября 1992 года  | 1          | 174        | 174        | Саскатун, Саскачеван, Канада    | Домашнее шоу                 | Одиночный матч. | [ 90 ]               |
| 23 | Ёкодзуна                   |      | 4 апреля 1993 года    | 1          | <1         | <1         | Лас-Вегас, Невада, США          | WrestleMania IX              | Удержал Харта после того как во время проведения коронного «Снайпера» Мистер Фудзи кинул в глаза Брету ритуальную соль Ёко. | [ 93 ]               |
| 24 | Халк Хоган                 |      | 4 апреля 1993 года    | 5          | 70         | 70         | Лас-Вегас, Невада, США          | WrestleMania IX              | Мистер Фудзи вызвал на матч Халка Хогана за титул после того как Хоган начал говорить судье что Ёкодзуна выиграл бой нечестно. | [ 94 ]               |
| 25 | Ёкодзуна                   |      | 13 июня 1993 года     | 2          | 280        | 280        | Дейтон, Огайо, США              | King of the Ring (1993)      | Одиночный матч. | [ 96 ]               |
| 26 | Брет Харт                  |      | 20 марта 1994 года    | 2          | 248        | 248        | Нью-Йорк, Нью-Йорк, США         | WrestleMania X               | Родди Пайпер был специально приглашенным рефери. | [ 98 ]               |
| 27 | Боб Бэклунд                |      | 23 ноября 1994 года   | 2(4)       | 3          | 3          | Сан-Антонио, Техас, США         | Survivor Series (1994)       | Поединок «Признать своё поражение» (англ. «Throw in the Towel»), в котором победить можно было только применив болевой приём. Хелен Харт выбросила полотенце в то время, как Боб применил против Брета коронный приём «Крестообразные куриные крылья».                      | [ 100 ]              |
| 28 | Дизель                     |      | 26 ноября 1994 года   | 1          | 358        | 358        | Нью-Йорк, США                   | Домашнее шоу                 | Самый быстрый титульный поединок в истории WWF, длившийся всего 8 секунд. | [ 102 ]              |
| 29 | Брет Харт                  |      | 19 ноября 1995 года   | 3          | 133        | 133        | Ландовер, Мэриленд, США         | Survivor Series (1995)       | Матч один на один против Дизеля без дисквалификаций. | [ 104 ]              |
| 30 | Шон Майклз                 |      | 31 марта 1996 года    | 1          | 231        | 231        | Анахайм, Калифорния, США        | WrestleMania XII             | 60-минутный поединок «Железный Человек» против Брета Харта на WrestleMania XII. Матч закончился в основное время со счётом 0-0. Майклз одержал победу в дополнительное время.                                                                                               | [ 107 ]              |
| 31 | Сайко Сид                  |      | 17 ноября 1996 года   | 1          | 63         | 63         | Нью-Йорк, США                   | Survivor Series (1996)       | Одиночный матч. | [ 110 ]              |
| 32 | Шон Майклз                 |      | 19 января 1997 года   | 2          | 25         | 25         | Сан-Антонио, Техас, США         | Royal Rumble (1997)          | Одиночный матч. | [ 112 ]              |
| —  | Титул вакантен             |      | 13 февраля 1997 года  | —          | —          | —          | Лоуэлл, Массачусетс, США        | Raw                          | Шон сделал титул вакантным из-за травмы колена. | [ 112 ]              |
| 33 | Брет Харт                  |      | 16 февраля 1997 года  | 4          | 1          | 1          | Чаттануга, Теннесси, США        | In Your House 13: Final Four | Брет Харт победил в «четырёхстороннем поединке на выбывание» в котором также участвовали Стив Остин, Вэйдер и Гробовщик. Рестлер считался выбитым, если перелетит через верхние канаты и коснётся ногами пола.                                                              | [ 114 ]              |
| 34 | Сайко Сид                  |      | 17 февраля 1997 года  | 2          | 34         | 34         | Нэшвилл, Теннесси, США          | Raw                          | Одиночный матч. | [ 115 ]              |
| 35 | Гробовщик                  |      | 23 марта 1997 года    | 2          | 133        | 133        | Роузмонт, Иллинойс, США         | WrestleMania 13              | «Поединок без дисквалификаций» Счёт в серии стрика 6-0. | [ 117 ]              |
| 36 | Брет Харт                  |      | 3 августа 1997 года   | 5          | 98         | 98         | Ист-Ратерфорд, Нью-Джерси, США  | SummerSlam (1997)            | Шон Майклз был специальным приглашённым рефери в матче. | [ 119 ]              |
| 37 | Шон Майклз                 |      | 9 ноября 1997 года    | 3          | 140        | 140        | Монреаль, Квебек, Канада        | Survivor Series (1997)       | Майклз выиграл в результате знаменитого Монреальского облома | [ 121 ]              |
| 38 | «Ледяная Глыба» Стив Остин |      | 29 марта 1998 года    | 1          | 91         | 91         | Бостон, Массачусетс, США        | WrestleMania XIV''           | Одиночный матч. Специальным приглашённым рефери выступил Майк Тайсон. | [ 124 ]              |
| 39 | Кейн                       |      | 28 июня 1998 года     | 1          | 1          | <1         | Питтсбург, Пенсильвания, США    | King of the Ring (1998)      | Поединок «до первой крови» При поражении Кейн себя сжикает. | [ 127 ]              |
| 40 | «Ледяная Глыба» Стив Остин |      | 29 июня 1998 года     | 2          | 90         | 90         | Кливленд, Огайо, США            | Raw is War                   | Одиночный матч. | [ 128 ]              |
| —  | Титул вакантен             |      | 27 сентября 1998 года | —          | —          | —          | Гамильтон, Онтарио, Канада      | Breakdown: In Your House     | Титул стал вакантным после поединка «Тройная угроза», в котором Кейн и Гробовщик одновременно удержали Остина. | [ 128 ]              |
| 41 | Скала                      |      | 15 ноября 1998 года   | 1          | 44         | 50         | Сент-Луис, Миссури, США         | Survivor Series (1998)       | Поединок один на один матч против Мэнкайнда в финале турнира за вакантный титул чемпиона WWF. | [ 132 ] [ Прим. 10 ] |
| 42 | Мэнкайнд                   |      | 29 декабря 1998 года  | 1          | 26         | 20         | Вустер, Массачусетс, США        | Raw is War                   | Поединок без дисквалификаций. Трансляция состоялась 4 января 1999 года. | [ 134 ]              |
| 43 | Скала                      |      | 24 января 1999 года   | 2          | 2          | 7          | Анахайм, Калифорния, США        | Royal Rumble 1999            | Поединок «Я сдаюсь». Мэнкайнд был без сознания», в это время как кто-то за кулисами, (позже выяснилось что Шейн Макмэн), включили аудиозапись с голосом Мэнкайнда, говорящего «Я сдаюсь», Скала в это момент приставил микрофон к его лицу.                                 | [ 136 ]              |
| 44 | Мэнкайнд                   |      | 26 января 1999 года   | 2          | 20         | 15         | Тусон, Аризона, США             | Sunday Night Heat            | Поединок на пустой арене. Матч был показан 31 января 1999 года в перерыве между таймами на Super Bowl XXXIII. | [ 138 ]              |
| 45 | Скала                      |      | 15 февраля 1999 года  | 3          | 41         | 41         | Бирмингем, Алабама, США         | Raw is War                   | Поединок с лестницами. | [ 139 ]              |
| 46 | «Ледяная Глыба» Стив Остин |      | 28 марта 1999 года    | 3          | 56         | 56         | Филадельфия, Пенсильвания, США  | WrestleMania XV              | Поединок без дисквалификаций. Специальным приглашённым рефери выступил Мэнкайнд. | [ 141 ]              |
| 47 | Гробовщик                  |      | 23 мая 1999 года      | 3          | 36         | 36         | Канзас-Сити, Миссури, США       | Over the Edge (1999)         | Винс Макмэн и Шейн Макмэн были специально приглашёнными судьями. | [ 143 ]              |
| 48 | «Ледяная Глыба» Стив Остин |      | 28 июня 1999 года     | 4          | 55         | 55         | Шарлотт, Северная Каролина, США | Raw is War                   | Одиночный матч. | [ 144 ]              |
| 49 | Мэнкайнд                   |      | 22 августа 1999 года  | 3          | 1          | 1          | Миннеаполис, Миннесота, США     | SummerSlam (1999)            | Поединок «Тройная угроза» против Стива Остина и Трипл Эйча со специально приглашённым рефери Джесси Вентурой. | [ 146 ]              |
| 50 | Трипл Эйч                  |      | 23 августа 1999 года  | 1          | 22         | 24         | Эймс, Айова, США                | Raw is War                   | Шейн Макмэн был специально приглашенным рефери. | [ 148 ]              |
| 51 | Мистер Макмэн              |      | 14 сентября 1999 года | 1          | 6          | 4          | Лас-Вегас, Невада, США          | SmackDown!                   | Шейн Макмэн был специально приглашенным рефери. Трансляция состоялась 16 сентября 1999 года. | [ 149 ]              |
| —  | Титул вакантен             |      | 20 сентября 1999 года | —          | —          | —          | Хьюстон, Техас, США             | Raw is War                   | Макмэн вакантировал титул, так как Гробовщик проиграл Стиву Остину на Fully Loaded (1999). По условию при победе Гробовщика, Стив Остин больше не когда не сможет претендовать на чемпионство WWF, а при победе Стива Остина, Макмэн больше не появляется на передачах WWF. | [ 149 ]              |
| 52 | Трипл Эйч                  |      | 26 сентября 1999 года | 2          | 49         | 49         | Шарлотт, Северная Каролина, США | Unforgiven (1999)            | Поединок шести рестлеров в котором участвовали Скала, Мэнкайнд, Кейн, Биг Шоу и Британский Бульдог. Стив Остин был специально приглашенным рефери. | [ 151 ]              |
| 53 | Биг Шоу                    |      | 14 ноября 1999 года   | 1          | 50         | 50         | Детройт, Мичиган, США           | Survivor Series (1999)       | Поединок «Тройная угроза» против Трипл Эйч и Скалы. Матч должен был быть «фатальным четырёхсторонним» с участием Стива Остина, но он не участвовал после того, как подвергся сюжетному нападению перед матчем.                                                              | [ 154 ]              |

#### Чемпионы 2000—2009 годов
| №  | Рестлер                    | Фото | Дата                  | Статистика | Статистика | Статистика | Город                           | Шоу                                  | Примечания | Ссылки               |
| №  | Рестлер                    | Фото | Дата                  | К.Ч.       | Дней       | WWE        | Город                           | Шоу                                  | Примечания | Ссылки               |
| -- | -------------------------- | ---- | --------------------- | ---------- | ---------- | ---------- | ------------------------------- | ------------------------------------ | --- | -------------------- |
| 54 | Трипл Эйч                  |      | 3 января 2000 года    | 3          | 118        | 117        | Майами, Флорида, США            | Raw is War                           | Одиночный матч. | [ 155 ]              |
| 55 | Скала                      |      | 30 апреля 2000 года   | 4          | 21         | 20         | Вашингтон, Округ Колумбия, США  | Backlash (2000)                      | Одиночный матч. Шейн Макмэн был специально приглашенным рефери. | [ 157 ]              |
| 56 | Трипл Эйч                  |      | 21 мая 2000 года      | 4          | 35         | 34         | Луисвилл, Кентукки, США         | Judgment Day (2000)                  | 60-минутный поединок «Железный Человек» в котором Трипл Эйч победил со счетом 6-5. Шон Майклз был специально приглашённым рефери. | [ 159 ]              |
| 57 | Скала                      |      | 25 июня 2000 года     | 5          | 119        | 118        | Бостон, Массачусетс, США        | King of the Ring (2000)              | Командный поединок шести рестлеров. Скала, Гробовщик и Кейн против Трипл Эйч, Винса Макмэна и Шейна Макмэна. В этом матче первый кто удерживал Трипл Эйч или кого-то из Макмэнов становился чемпионом WWF. Скала удержал Винса и стал новым чемпионом. | [ 161 ]              |
| 58 | Курт Энгл                  |      | 22 октября 2000 года  | 1          | 126        | 125        | Олбани, Нью-Йорк, США           | No Mercy (2000)                      | «Поединок без дисквалификаций». | [ 164 ]              |
| 59 | Скала                      |      | 25 февраля 2001 года  | 6          | 35         | 34         | Лас-Вегас, Невада, США          | No Way Out (2001)                    | Одиночный матч. | [ 166 ]              |
| 60 | «Ледяная Глыба» Стив Остин |      | 1 апреля 2001 года    | 5          | 175        | 175        | Хьюстон, Техас, США             | WrestleMania Х-Seven                 | «Поединок без дисквалификаций». | [ 168 ]              |
| 61 | Курт Энгл                  |      | 23 сентября 2001 года | 2          | 15         | 14         | Питтсбург, Пенсильвания, США    | Unforgiven (2001)                    | Одиночный матч. | [ 170 ]              |
| 62 | «Ледяная Глыба» Стив Остин |      | 8 октября 2001 года   | 6          | 62         | 61         | Индианаполис, Индиана, США      | Raw                                  | Одиночный матч. | [ 171 ]              |
| 63 | Крис Джерико               |      | 9 декабря 2001 года   | 1          | 98         | 97         | Сан-Диего, Калифорния, США      | Vengeance (2001)                     | Стив Остин защищал титул в микро турнире. Ранее в этот же день Джерико победил Скалу и выиграл титул чемпиона мира WCW в тяжёлом весе. Далее в следующем матче победил в турнире, в котором также участвовали Скала, Стив Остин и Курт Энгл. После этого он объединил титул чемпиона мира WCW в тяжёлом весе и титул чемпиона WWF, который стал называться неоспоримое чемпионство WWF.  | [ 174 ] [ Прим. 11 ] |
| 64 | Трипл Эйч                  |      | 17 марта 2002 года    | 5          | 35         | 34         | Торонто, Онтарио, Канада        | WrestleMania X8                      | Трипл Эйч стал последним чемпионом перед делением брендов. 1 апреля 2002 года во время презентации Риком Флэром нового чемпиона Трипл Эйч, был представлен новый титул объединённое чемпионство WWF. | [ 176 ]              |
| 65 | Халк Хоган                 |      | 21 апреля 2002 года   | 6          | 28         | 28         | Канзас-Сити, Миссури, США       | Backlash (2002)                      | Титул был переименован в объединённое чемпионство WWE после того, как 6 мая 2002 года World Wrestling Federation Entertainment, Inc. проиграла суд World Wide Fund for Nature и была переименована в World Wrestling Entertainment. | [ 178 ]              |
| 66 | Гробовщик                  |      | 19 мая 2002 года      | 4          | 63         | 62         | Нашвилл, Теннесси, США          | Judgment Day (2002)                  | Одиночный матч. | [ 180 ]              |
| 67 | Скала                      |      | 21 июля 2002 года     | 7          | 35         | 34         | Детройт, Мичиган, США           | Vengeance (2002)                     | Поединок «Тройная угроза» против Курта Энгла и Гробовщика. | [ 182 ]              |
| 68 | Брок Леснар                |      | 25 августа 2002 года  | 1          | 84         | 83         | Юниондейл, Нью-Йорк, США        | SummerSlam (2002)                    | Титул был переименован в чемпионство WWE после того как стал эксклюзивным титулом для SmackDow!. На Raw был создан титул чемпиона мира в тяжелом весе. Леснар также стал самым молодым чемпионом WWE в истории. | [ 184 ]              |
| 69 | Биг Шоу                    |      | 17 ноября 2002 года   | 2          | 28         | 27         | Нью-Йорк, Нью-Йорк, США         | Survivor Series (2002)               | Одиночный матч. | [ 186 ]              |
| 70 | Курт Энгл                  |      | 15 декабря 2002 года  | 3          | 105        | 104        | Санрайс, Флорида, США           | Armageddon (2002)                    | Одиночный матч. | [ 188 ]              |
| 71 | Брок Леснар                |      | 30 марта 2003 года    | 2          | 119        | 118        | Сиэтл, Вашингтон, США           | WrestleMania XIX                     | Одиночный матч. | [ 190 ]              |
| 72 | Курт Энгл                  |      | 27 июля 2003 года     | 4          | 51         | 52         | Денвер, Колорадо, США           | Vengeance (2003)                     | Поединок «Тройная угроза» против Брока Леснара и Биг Шоу. | [ 192 ]              |
| 73 | Брок Леснар                |      | 16 сентября 2003 года | 3          | 152        | 150        | Роли, Северная Каролина, США    | SmackDown!                           | 60-минутный поединок «Железный Человек» против Курта Энгла. Трансляция состоялась 18 сентября 2003 года. | [ 193 ]              |
| 74 | Эдди Герреро               |      | 15 февраля 2004 года  | 1          | 133        | 132        | Сан-Франциско, Калифорния, США  | No Way Out (2004)                    | Одиночный матч. | [ 196 ]              |
| 75 | Джон «Брэдшоу» Лэйфилд     |      | 27 июня 2004 года     | 1          | 280        | 279        | Норфолк, Виргиния, США          | The Great American Bash (2004)       | Матч «Техасский бычий канат» против Эдди Герреро. Формально победителем был объявлен Эдди, но после боя появился Курт Энгл и сказал что JBL коснулся угла ринга предплечьем раньше, в связи с чем и становиться новым чемпионом. | [ 199 ]              |
| 76 | Джон Сина                  |      | 3 апреля 2005 года    | 1          | 280        | 279        | Лос-Анджелес, Калифорния, США   | WrestleMania 21                      | Титул стал эксклюзивным для Raw 6 июня 2005 года после того как Сина перешёл в Raw в результате Драфта WWE 2005 года. | [ 201 ]              |
| 77 | Эдж                        |      | 8 января 2006 года    | 1          | 21         | 20         | Олбани, Нью-Йорк, США           | Новогодняя революция (2006)          | Эдж использовал свой контракт «Деньги в Банке», выигранный на WrestleMania 21 сразу после того как Сина выиграл «поединок в клетке уничтожения». | [ 204 ]              |
| 78 | Джон Сина                  |      | 29 января 2006 года   | 2          | 133        | 132        | Майами, Флорида, США            | Royal Rumble (2006)                  | Одиночный матч. | [ 206 ]              |
| 79 | Роб Ван Дам                |      | 11 июня 2006 года     | 1          | 22         | 21         | Нью-Йорк, США                   | ECW One Night Stand (2006)           | Матч по экстремальным правилам против Джона Сины. Роб Ван Дам использовал свой контракт «Деньги в Банке» выигранный на WrestleMania 22. После этого боя титул стал собственностью бренда ECW. | [ 209 ] [ 210 ]      |
| 80 | Эдж                        |      | 3 июля 2006 года      | 2          | 76         | 75         | Филадельфия, Пенсильвания, США  | Raw                                  | Поединок «Тройная угроза» против Роба Ван Дама и Джона Сины. После этого боя титул стал собственностью бренда Raw. | [ 211 ]              |
| 81 | Джон Сина                  |      | 17 сентября 2006 года | 3          | 380        | 380        | Торонто, Онтарио, Канада        | Unforgiven (2006)                    | Поединок с лестницами, столами и стульями. Если Сина проигрывает матч, то он покидает бренд Raw. | [ 213 ]              |
| —  | Титул вакантен             |      | 2 октября 2007 года   | —          | —          | —          | Дейтон, Огайо, США              | ECW on Sci-Fi                        | Титул стал вакантным, после того, как Сина повредил большую грудную мышцу 1 октября на арене Raw. | [ 215 ]              |
| 82 | Рэнди Ортон                |      | 7 октября 2007 года   | 1          | <1         | <1         | Роузмонт, Иллинойс, США         | No Mercy (2007)                      | Ортон должен был участвовать в матче «Последний стоящий на ногах» против Сины, но из-за того, что Сина вакантировал титул Винс Макмэн просто отдал титул перед началом шоу Ортону. | [ 217 ]              |
| 83 | Трипл Эйч                  |      | 7 октября 2007 года   | 6          | <1         | <1         | Роузмонт, Иллинойс, США         | No Mercy (2007)                      | Одиночный матч. Рэнди Ортон принял вызов Трипл Эйч на матч, за полученый им ранее титул. | [ 218 ]              |
| 84 | Рэнди Ортон                |      | 7 октября 2007 года   | 2          | 203        | 202        | Роузмонт, Иллинойс, США         | No Mercy (2007)                      | К концу шоу Винс Макмэн поставил второй матч между Рэнди Ортоном и Трипл Эйчем, по правилам «Последний стоящий на ногах» | [ 219 ]              |
| 85 | Трипл Эйч                  |      | 27 апреля 2008 года   | 7          | 210        | 209        | Балтимор, Мэриленд, США         | Backlash (2008)                      | «Фатальный четырёхсторонний поединок» против Джона Сины, Джона «Брэдшоу» Лэйфилда и Рэнди Ортона. Титул стал эксклюзивным для бренда SmackDown! после того, как Трипл Эйч в результате драфта WWE 2008 года перешел на SmackDown! | [ 221 ] [ 222 ]      |
| 86 | Эдж                        |      | 23 ноября 2008 года   | 3          | 21         | 20         | Бостон, Массачусетс, США        | Survivor Series (2008)               | Поединок «Тройная угроза», в котором также участвовал Владимир Козлов. Первоначально в этом матче планировалось участие Джеффа Харди, однако он не принял в нём участие в соответствии с сюжетом, так как был найден в отеле в бессознательном состоянии. Поединок начали Трипл Эйч и Владимир Козлов вдвоем, а Эдж вышел на ринг через некоторое время как замена Харди и выиграл матч. | [ 224 ] [ 225 ]      |
| 87 | Джефф Харди                |      | 14 декабря 2008 года  | 1          | 42         | 41         | Буффало, Нью-Йорк, США          | Armageddon (2008)                    | Поединок «Тройная угроза», в котором также участвовал Трипл Эйч. | [ 228 ]              |
| 88 | Эдж                        |      | 25 января 2009 года   | 4          | 21         | 20         | Детройт, Мичиган, США           | Royal Rumble (2009)                  | Поединок «без дисквалификаций» | [ 230 ]              |
| 89 | Трипл Эйч                  |      | 15 февраля 2009 года  | 8          | 70         | 69         | Сиэтл, Вашингтон, США           | No Way Out (2009)                    | «Поединок в железной клетке» против Эджа, Гробовщика, Биг Шоу, Джеффа Харди и Владимира Козлова. Титул стал эксклюзивным для Raw, после того как Трипл Эйч перешел на Raw в результате драфта WWE 2009 года. | [ 232 ] [ 233 ]      |
| 90 | Рэнди Ортон                |      | 26 апреля 2009 года   | 3          | 42         | 41         | Провиденс, Род-Айленд, США      | Backlash (2009)                      | Командный поединок 3 на 3, группировка Наследие (Коди Роудс, Тед ДиБиаси и Рэнди Ортон) против Трипл Эйч-а, Шейна Макмэна и Батисты. В случае победы команды Ортона, Рэнди становится новым Чемпионом WWE, если побеждает команда Трипл Эйч-а, то он сохраняет пояс. | [ 235 ]              |
| 91 | Батиста                    |      | 7 июня 2009 года      | 1          | 2          | 1          | Нью-Орлеан, Луизиана, США       | Extreme Rules (2009)                 | «Поединок в железной клетке». | [ 238 ]              |
| —  | Титул вакантен             |      | 9 июня 2009 года      | —          | —          | —          | —                               | —                                    | Титул стал вакантным после того, как Батиста травмировал левый бицепс. | [ 239 ]              |
| 92 | Рэнди Ортон                |      | 15 июня 2009 года     | 4          | 90         | 89         | Шарлотт, Северная Каролина, США | Raw                                  | «Фатальный четырёхсторонний поединок» в котором участвовали Рэнди Ортон, Трипл Эйч, Джон Сина и Биг Шоу. | [ 240 ]              |
| 93 | Джон Сина                  |      | 13 сентября 2009 года | 4          | 21         | 20         | Монреаль, Квебек, Канада        | Breaking Point                       | Поединок «Я сдаюсь!». Если кто-нибудь вмешается в поединок и поможет Ортону, он автоматически проигрывает. | [ 242 ]              |
| 94 | Рэнди Ортон                |      | 4 октября 2009 года   | 5          | 21         | 20         | Ньюарк, Нью-Джерси, США         | Hell in a Cell (2009)                | Поединок «Ад в клетке» | [ 244 ]              |
| 95 | Джон Сина                  |      | 25 октября 2009 года  | 5          | 49         | 48         | Питтсбург, Пенсильвания, США    | Bragging Rights (2009)               | 60-минутный поединок «Железный Человек» по экстремальным правилам, в котором Сина победил со счётом 6-5. Если бы Сина проиграл, то он должен был покинуть бренд Raw. | [ 246 ]              |
| 96 | Шеймус                     |      | 13 декабря 2009 года  | 1          | 70         | 69         | Сан-Антонио, Техас, США         | TLC: Tables, Ladders & Chairs (2009) | «Поединок со столами». | [ 249 ]              |

#### Чемпионы 2010—2019 годов
|  |  |

|  |  |

|  |  |

|  |  |

1. ↑  Первое чемпионство Си Эм Панка начинается с 17 июля 2011 года и заканчивается 14 августа 2011 года
2. ↑  Первое чемпионство Си Эм Панка WWE признают в 28 дней.

#### Чемпионы с 2020—пон.в.
| №   | Рестлер       | Фото | Дата                  | Статистика | Статистика | Статистика | Город                         | Шоу                        | Примечания | Ссылки                            |
| №   | Рестлер       | Фото | Дата                  | К.Ч.       | Дней       | WWE        | Город                         | Шоу                        | Примечания | Ссылки                            |
| --- | ------------- | ---- | --------------------- | ---------- | ---------- | ---------- | ----------------------------- | -------------------------- | --- | --------------------------------- |
| 137 | Дрю Макинтайр |      | 26 марта 2020 года    | 1          | 213/214    | 202        | Орландо, Флорида, США         | WrestleMania 36 2 ночь     | Брок Леснар провёл Макинтайру три немецких суплекса и три «F5». В ответ Макинтайр провёл Броку четыре раза «Клэймор». Трансляция состоялась 5 апреля 2020 года. | [ 333 ] [ Прим. 20 ] [ Прим. 21 ] |
| 138 | Рэнди Ортон   |      | 25 октября 2020 года  | 10         | 22         | 22         | Орландо, Флорида, США         | Hell in a Cell (2020)      | Матч по правилам «Ад в клетке». | [ 335 ]                           |
| 139 | Дрю Макинтайр |      | 16 ноября 2020 года   | 2          | 97         | 96         | Орландо, Флорида, США         | Raw                        | Матч без дисквалификаций и отсчётов. | [ 336 ]                           |
| 140 | Миз           |      | 21 февраля 2021 года  | 2          | 8          | 8          | Сент-Питерсберг, Флорида, США | Elimination Chamber (2021) | Миз реализовал свой контракт Money in the Bank | [ 338 ]                           |
| 141 | Бобби Лэшли   |      | 1 марта 2021 года     | 1          | 196        | 195        | Сент-Питерсберг, Флорида, США | Raw                        | Матч с дровосеками. | [ 339 ]                           |
| 142 | Биг И         |      | 13 сентября 2021 года | 1          | 110        | 110        | Бостон, Массачусетс, США      | Raw                        | Биг И реализовал свой контракт Money in the Bank | [ 340 ]                           |
| 143 | Брок Леснар   |      | 1 января 2022 года    | 6          | 28         | 27         | Атланта, Джорджия, США        | Day 1                      | «Фатальный пятисторонний поединок» с участием Биг И, Бобби Лэшли, Брока Леснара, Кевина Оуэнса и Сета Роллинса. Леснара добавили в матч в последний момент, так как его матч за чемпион вселенной против Романа Рейнса отменили, из за положительного теста на COVID-19 у Рейнса. | [ 24 ] [ 341 ]                    |
| 144 | Бобби Лэшли   |      | 29 января 2022 года   | 2          | 21         | 20         | Сент-Луис, Миссури, США       | Royal Rumble (2022)        | Одиночный матч. |                                   |

### По количеству дней владения титулом

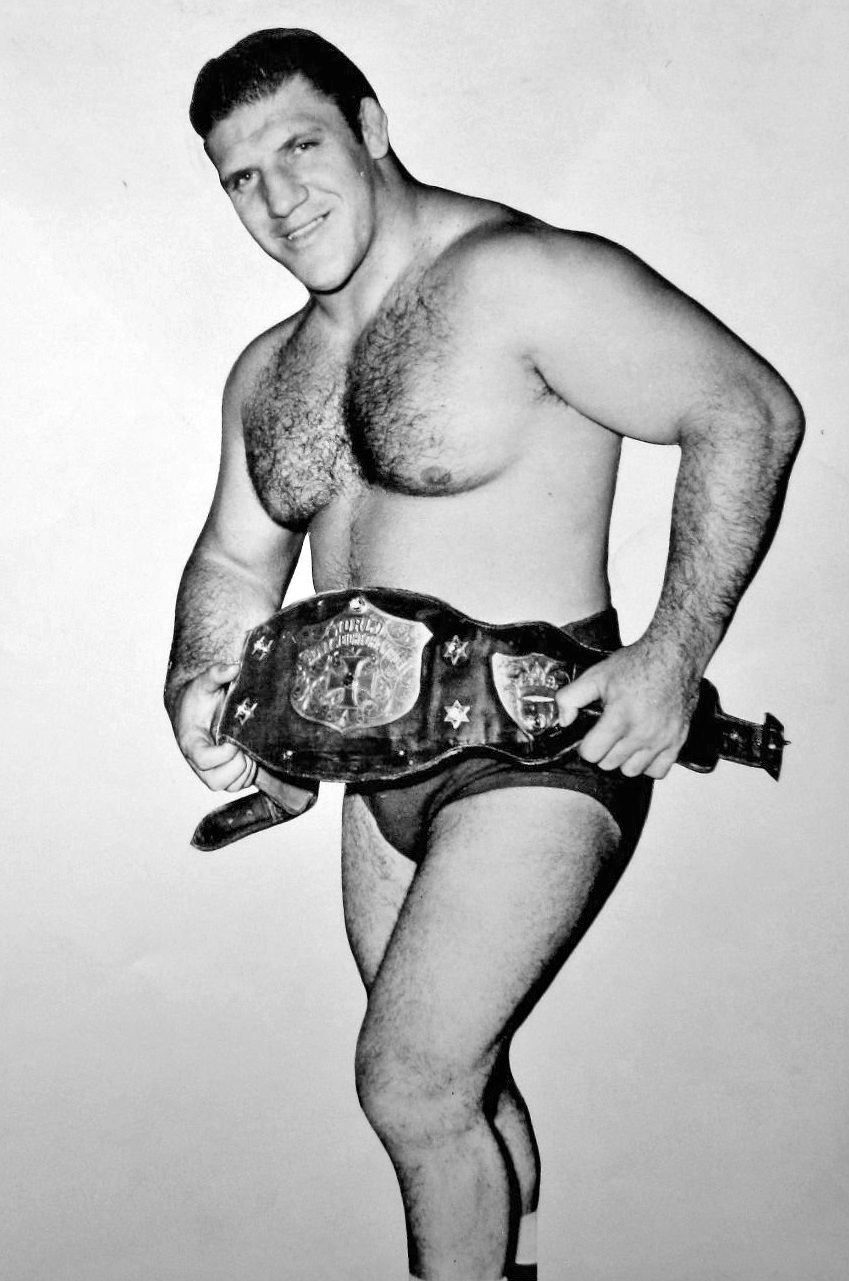
Center|Бруно Саммартино - Самый длительный чемпион 7 лет, что является рекордом для рестлинга

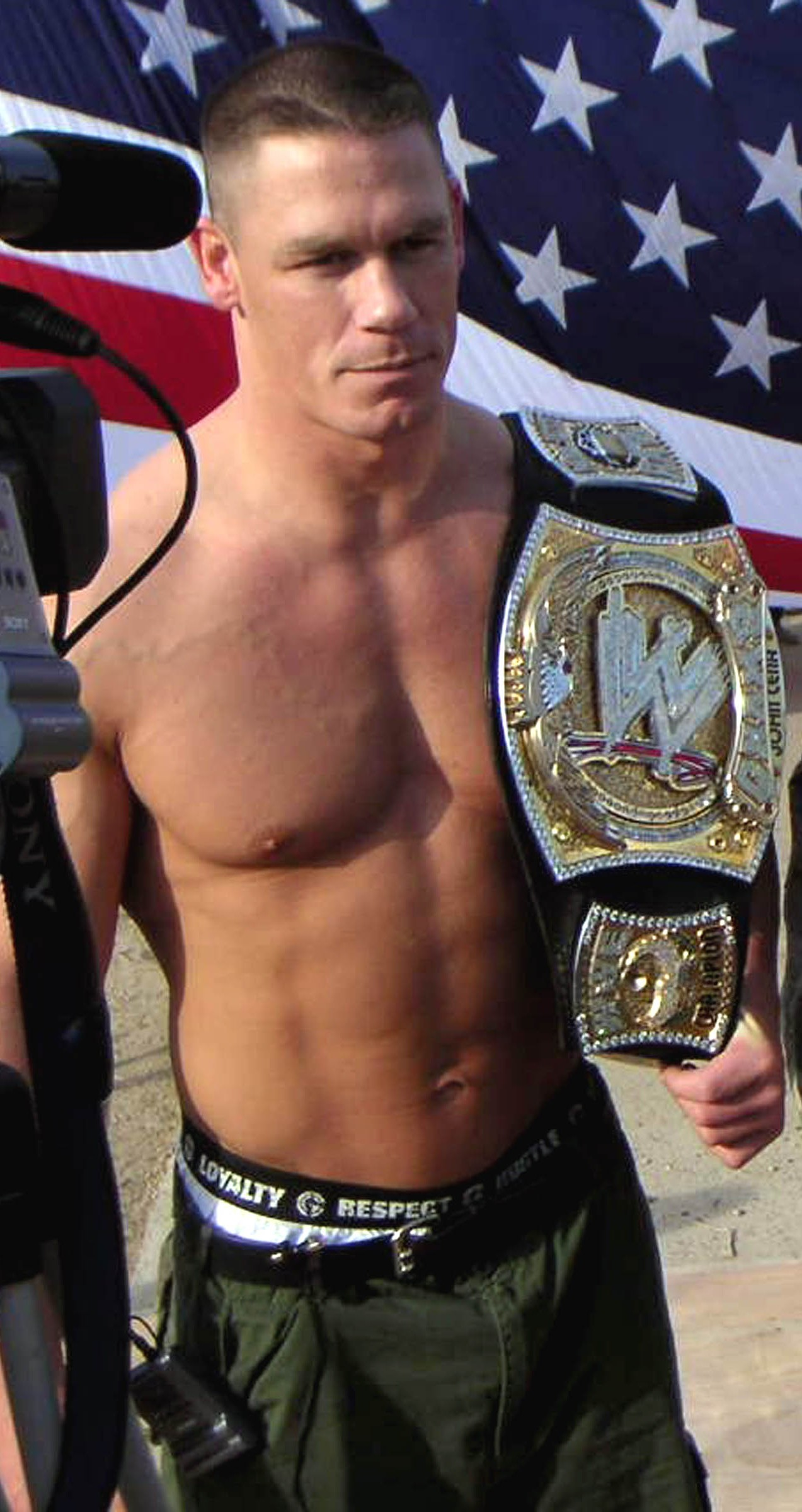
Center|13 кратный чемпион,
Джон Сина

[[Файл:Bruno WWWF Champion.jpg|thumb|right|200px|

[[Файл:Cena With Spinner Belt.jpg|thumb|right|200px|
| Символ | Значение                                             |
| ------ | ---------------------------------------------------- |
| X+     | Действующий чемпион                                  |
| <1     | Чемпионы, которые владели титулом меньше одних суток |

На 16 июля 2025 года
| №  | Рестлер                    | Количество чемпионских титулов | Количество чемпионских титулов | Количество дней владения титулом | Количество дней владения титулом |
| №  | Рестлер                    | Завоёванных                    | Признанные федерацией          | C даты завоевания                | Признанные федерацией            |
| -- | -------------------------- | ------------------------------ | ------------------------------ | -------------------------------- | -------------------------------- |
| 1  | Бруно Саммартино           | 2                              | 2                              | 4040                             | 4040                             |
| 2  | Халк Хоган                 | 6                              | 6                              | 2185                             | 2185                             |
| 3  | Боб Бэклунд                | 41                             | 2                              | 2086                             | 2138                             |
| 4  | Джон Сина                  | 13                             | 13                             | 1254                             | 1245                             |
| 5  | Педро Моралес              | 1                              | 1                              | 1027                             | 1027                             |
| 7  | Брок Леснар                | 6                              | 6                              | 2044+/2045+2                     | 2050+                            |
| 7  | Рэнди Ортон                | 10                             | 10                             | 680                              | 674                              |
| 8  | Брет Харт                  | 5                              | 5                              | 654                              | 654                              |
| 9  | Трипл Эйч                  | 9                              | 9                              | 609                              | 605                              |
| 10 | «Ледяная Глыба» Стив Остин | 6                              | 6                              | 529                              | 528                              |
| 11 | Рэнди Сэвидж               | 2                              | 2                              | 520                              | 520                              |
| 12 | Эй Джей Стайлз             | 2                              | 2                              | 511                              | 511                              |
| 13 | Си Эм Панк                 | 3                              | 2                              | 462                              | 462                              |
| 14 | Шон Майклз                 | 3                              | 3                              | 396                              | 396                              |
| 15 | Скала                      | 8                              | 8                              | 367                              | 373                              |
| 16 | Дизель                     | 1                              | 1                              | 358                              | 358                              |
| 17 | Дрю Макинтайр              | 2                              | 2                              | 310/3114                         | 298                              |
| 18 | Курт Энгл                  | 4                              | 4                              | 297                              | 295                              |
| 19 | Билли Грэм                 | 1                              | 1                              | 296                              | 296                              |
| 20 | Последний Воин             | 1                              | 1                              | 293                              | 293                              |
| 21 | Ёкодзуна                   | 2                              | 2                              | 280                              | 280                              |
| 21 | Джон «Брэдшоу» Лэйфилд     | 1                              | 1                              | 280                              | 279                              |
| 23 | Гробовщик                  | 4                              | 4                              | 238                              | 237                              |
| 24 | Сет Роллинс                | 2                              | 2                              | 221                              | 220                              |
| 25 | Дэниел Брайан              | 4                              | 4                              | 210                              | 207                              |
| 26 | Бобби Лэшли                | 1                              | 1                              | 196                              | 195                              |
| 27 | Шеймус                     | 3                              | 3                              | 183                              | 181                              |
| 28 | Кофи Кингстон              | 1                              | 1                              | 180                              | 180                              |
| 29 | Джиндер Махал              | 1                              | 1                              | 170                              | 169                              |
| 30 | Миз                        | 2                              | 2                              | 168                              | 167                              |
| 31 | Эдж                        | 4                              | 4                              | 139                              | 135                              |
| 32 | Эдди Герреро               | 1                              | 1                              | 133                              | 132                              |
| 33 | Роман Рейнс                | 3                              | 3                              | 118                              | 116                              |
| 33 | Рик Флэр                   | 2                              | 2                              | 118                              | 118                              |
| 35 | Биг И                      | 1                              | 1                              | 110                              | 110                              |
| 36 | Крис Джерико               | 25                             | 1                              | 98                               | 97                               |
| 37 | Сайко Сид                  | 2                              | 2                              | 97                               | 97                               |
| 38 | Дин Эмброус                | 1                              | 1                              | 84                               | 83                               |
| 38 | Альберто Дель Рио          | 2                              | 2                              | 84                               | 82                               |
| 40 | Биг Шоу                    | 2                              | 2                              | 78                               | 77                               |
| 41 | Сержант Слотер             | 1                              | 1                              | 64                               | 64                               |
| 42 | Брэй Уайатт                | 1                              | 1                              | 49                               | 48                               |
| 43 | Мэнкайнд                   | 3                              | 3                              | 47                               | 36                               |
| 44 | Джефф Харди                | 1                              | 1                              | 42                               | 41                               |
| 45 | Батиста                    | 2                              | 2                              | 37                               | 36                               |
| 46 | Бадди Роджерс              | 1                              | 1                              | 36                               | 21                               |
| —  | Грег Валентайн             | 16                             | —                              | 35                               | —                                |
| 47 | Железный Шейх              | 1                              | 1                              | 28                               | 28                               |
| 48 | Роб Ван Дам                | 1                              | 1                              | 22                               | 21                               |
| 49 | Иван Колофф                | 1                              | 1                              | 21                               | 21                               |
| 50 | Стэн Стэзиак               | 1                              | 1                              | 9                                | 9                                |
| —  | Тед Дибиаси                | 17                             | —                              | 8                                | —                                |
| 51 | Мистер Макмэн              | 1                              | 1                              | 6                                | 4                                |
| —  | Антонио Иноки              | 18                             | —                              | 6                                | —                                |
| 52 | Кейн                       | 1                              | 1                              | 1                                | <1                               |
| 53 | Андре Гигант               | 1                              | 1                              | <1                               | <1                               |
| 53 | Рей Мистерио               | 1                              | 1                              | <1                               | <1                               |

1. ↑  Во время первого чемпионства Боба Бэклунда 1 раз чемпионство было вакантным и 4 раза проходила смена чемпиона, что не признаёт WWE. В это период Боб Бэклунд завоевал титул ещё два раза. Четвёртое неофициальное и второе признанное чемпионство, было завоёвано через три года.
2. ↑  Записи сюжетов для WrestleMania 36 состоялись 25 и 26 марта, поэтому точно сколько владел титулом чемпион в момент 5 чемпионства 174 или 173 дней неизвестно.
3. ↑  После первой победы в статусе чемпиона, на следующий день, Си Эм Панк ушел из WWE и чемпионство вакантировали. Однако он вернулся через неделю, когда чемпионом был Джон Сина. Это был первый раз за всю историю World Wrestling Entertainment, когда этим титулом владело двое. WWE официально не признают чемпионство вакантным и признают двойное удержание титула в период чемпионства с Реем Мистерио и Джоном Синой. 14 августа 2011 года Панк победил Джона Сину в матче чемпион против чемпиона, чтобы определить единого бесспорного чемпиона. Это чемпионство Панка не числится вторым, а считается продолжением первого чемпионства завоеванного на Money in the Bank (2011). Завоёванное 3 чемпионство так же таковым не считается, а числится вторым, поскольку второе не было признано.
4. ↑  Записи сюжетов для WrestleMania 36 состоялись 25 и 26 марта, поэтому точно сколько владел титулом чемпион в момент первого чемпионства 214 или 213 дней неизвестно.
5. ↑  Являясь чемпионом мира WCW в тяжёлом весе выиграл чемпионство WWF это его первый чемпионат WWF. Но так как оба чемпионата были объединены в один, неофициально это считается его вторым чемпионством.
6. ↑  Во время первого чемпионства Боба Бэклунда 1 раз чемпионство было вакантным и 4 раза проходила смена чемпиона, что не признаёт WWE. Грег Валентайн в этот период был чемпионом.
7. ↑  Тед Дибиаси помог стать чемпионом Андре Гиганту. После победы Андре вручил титул Дибиаси. WWE не признаёт это чемпионство, хотя Дибиаси один раз его защищал.
8. ↑  Во время первого чемпионства Боба Бэклунда 1 раз чемпионство было вакантным и 4 раза проходила смена чемпиона, что не признаёт WWE. Антонио Иноки в этот период был чемпионом.

### Комментарии
1. ↑  Было представлено, что Бадди Роджерс выиграл титул чемпиона мира WWWF в тяжёлом весе на турнире в Рио-де-Жанейро, хотя турнир был полностью вымышленным. После того, как 24 января 1963 года Роджерс проиграл титул Лу Тезсу, промоутеры на Северо-Востоке США (во главе с Винсентом Макмэном-старшим и Тутсом Мондтом) отказались признать это изменение в чемпионате и отозвали свое членство из NWA, сформировав World Wide Wrestling Federation (WWWF). WWWF наградила Роджерса титулом первого чемпионом мира с 25 января 1963 года, но отказалась признавать его чемпионство мира NWA в тяжёлом весе выигранное в NWA. Из за разногласий с NWA, Роджерс официально не признавался чемпионом вплоть до 11 апреля 1963 года. Несмотря на это WWE официально учитывают начало первого чемпионства только с 25 апреля 1963 года.
2. ↑  Таблица первого, вымышленного турнира за титул Чемпиона мира WWWF в тяжёлом весе (1963)
3. ↑  Данная смена чемпионства не признаётся, в WWE считают чемпионом в этот период Боба Бэклунда.
4. ↑  WWE не признает этот период в чемпионате, чемпионство не считалось вакантным.
5. ↑  WWE не признает это чемпионство за Бобо Бэклунд как второе, так как предыдущие сметы так же не признаны, официально это первый его титул.
6. ↑  WWE не признает это чемпионство за Грегом Валентайном так как предыдущие сметы так же не признаны.
7. ↑  WWE не признает это чемпионство за Бобо Бэклунд как третье, так как предыдущие сметы так же не признаны, официально это первый его титул.
8. ↑  Несмотря на то, что покупное чемпионство не было признано и считалось вакантным, неофициально Дибиаси числился чемпионом 8 дней и даже защитил титул один раз против Бам Бам Бигелоу 8 февраля 1988 года,
9. ↑  Таблица турнира за титул Чемпиона мира WWF в тяжёлом весе (1988)
10. ↑  Таблица турнира за титул Чемпиона WWF (1998)
11. ↑  Таблица турнира за титул Чемпиона WWF (2001)
12. ↑  В статусе чемпиона, на следующий день, Панк ушел из WWE и чемпионство вакантировали. Однако он вернулся через неделю, когда чемпионом был Джон Сина. Это был первый раз за всю историю World Wrestling Entertainment, когда этим титулом владело двое. WWE официально не признают чемпионство вакантным и признают двойное удержание титула в период чемпионства с Реем Мистерио и Джоном Синой.
13. ↑  Титул стал вакантным после того, как Панк ушел из WWE. Так как он вернулся, WWE официально не признают чемпионство вакантным в это период.
14. ↑  Несмотря на то что Си Эм Панк вернулся только после победы Сины, WWE признаёт за ним сочемпиоство начиная с его выигрыша на Money in the Bank (2011) у Джона Сины. В период короткого удержания титула Реем Мистерио Панк так же признаётся сочемпионом.
15. ↑  Таблица турнира за титул Чемпиона WWE (2011)
16. ↑  После победы Джон Сины вышел Си Эм Панк и демонстративно поднял свой пояс чемпиона WWE, выигранный на Money in the Bank (2011), и таким образом, в WWE стало два чемпиона. Джон Сина выиграл свой титул у Рея Мистерио этим же вечером, а Си Эм Панк у Джона Сины на Money in the Bank (2011).
17. ↑  Это чемпионство Панка не числится вторым, а считается продолжением первого чемпионства завоеванного на Money in the Bank (2011).
18. ↑  Третье чемпионство Панка которое не признано и числится как второе, так как второе тоже не было признано 14 августа 2011 года и числилось как первое.
19. ↑  Записи сюжетов WrestleMania 36 состоялись 25 и 26 марта, поэтому точно сколько владел титулом чемпион 174 или 173 дня неизвестно. WWE признают владение в 184 дня, разница обусловлена разными днями записи и выхода в эфир передач.
20. ↑  Из за сложившейся в мире ситуации с пандемией COVID-19, множество спортивных мероприятий было отменено или перенесено не неопределённый срок. WWE, чтобы не отменять Рестлманию 36 записывали сюжеты заранее впервые за историю.
21. ↑  Записи сюжетов WrestleMania 36 состоялись 25 и 26 марта, поэтому точно сколько владел титулом чемпион 214 или 213 дней неизвестно. WWE признают владение в 202 дня, разница обусловлена разными днями записи и выхода в эфир передач.